# جان بالدوین
جان بالدوین (انگلیسی: Jack Baldwin; ۱۳ آوریل ۱۸۹۲ – ۲۸ ژوئیهٔ ۱۹۷۵) فرد نظامی اهل بریتانیا بود. وی همچنین برندهٔ جوایزی همچون نشان امپراتوری بریتانیا، نشان حمام، نشان شیر سفید، و نشان هوایی شده‌است.